# 白鲜
白鲜（学名：Dictamnus dasycarpus），又稱作白鮮皮、鮮皮、白羶、地羊鮮、北鮮皮、山牡丹，为芸香科白鲜属下的一个种。高可达100厘米。根斜生，淡黄白色。

## 异名
- Aquilegia fauriei H.Lév.
- Dictamnus albus subsp. dasycarpus (Turcz.) Kitag.
- Dictamnus albus subsp. dasycarpus (Turcz.) N.A.Winter
- Dictamnus albus var. dasycarpus (Turcz.) Liou & Y.H.Chang
- Dictamnus dasycarpus f. velutinus (Nakai) W.Lee
- Dictamnus dasycarpus var. velutinus Nakai

## 延伸阅读
[在维基数据编辑]
 《欽定古今圖書集成·博物彙編·草木典·白鮮部》，出自陈梦雷《古今圖書集成》
 《植物名實圖考·白鮮》，出自吳其濬《植物名實圖考》

## 外部連結
- 白鮮 Baixian （页面存档备份，存于） 藥用植物圖像數據庫 (香港浸會大學中醫藥學院) （中文）（英文）
- 白鮮皮 中藥材圖像數據庫  (香港浸會大學中醫藥學院) （中文）（英文）
- 白鮮皮 Bai Xian Pi （页面存档备份，存于） 中藥標本數據庫 (香港浸會大學中醫藥學院) （繁體中文）（英文）